# آویا بی‌اچ-۱۱
آویا بی‌اچ-۱۱ (به انگلیسی: Avia_BH-11) یک هواگرد ملخ‌پیشین تک‌موتوره از نوع ورزشی ساخت شرکت Avia است. هواگرد آویا بی‌اچ-۱۱ نخستین پروازش را در ۱۹۲۳ میلادی انجام داد. در مجموع، تعداد ۲۰ فروند از این هواگرد ساخته شده‌است.
طراح این هواگرد، Pavel Beneš and Miroslav Hajn بود.